# Герб Бангладеш
Национальный герб Бангладеш (бенг. বাংলাদেশের জাতীয় প্রতীক) был принят после объявления независимости в 1971 году.
В центре герба эмблема кувшинки, обрамлённая колосьями риса. Над кувшинкой расположены четыре звезды и трилистник джута. Кувшинка (Shapla) является национальным цветком Бангладеш, она встречается повсеместно на территории страны. Рис олицетворяет то, что Бангладеш является аграрной страной. Четыре звезды представляют четыре принципа, которые были закреплены первой конституцией Бангладеш, принятой в 1972 году, первоначально это были национализм, атеизм, социализм и демократия. Ныне они символизируют национализм, демократию, исламский социализм и ислам.

## История

Герб Бангладеш 1971—1972